# شیراز مینولا
شیراز مینولا (انگلیسی: Shiraz Minwalla؛ زادهٔ ۲ ژانویهٔ ۱۹۷۲) دانشمند در زمینه نظریه ریسمان اهل هند است.
وی همچنین برندهٔ جوایزی همچون جایزه مرکز بین‌المللی فیزیک نظری شده است.